# Желтоспинный дукер
Желтоспинный ду́кер (лат. Cephalophus silvicultor) — млекопитающее семейства полорогих.

## Описание
Желтоспинный дукер — самый крупный из дукеров. Высота в холке составляет до 79 см, масса тела — до 80 кг. У него тёмный, серо-бурый волосяной покров. Отличительным признаком является жёлто-коричневое пятно, расширяющееся к задней части тела. Рога короткие и прямые.

## Распространение
Он живёт в Центральной Африке и встречается в национальных парках Таи, Mole, Kafue, Upemba, Salonga и Вирунга. Густые леса являются средой его обитания.

## Образ жизни
Это преимущественно одиночное животное. Основу его питания составляют плоды, ягоды и грибы. Продолжительность жизни составляет до 9 лет.